# グラフィック・アート
グラフィックアートとは、平面上に図像を表す全ての技術、全ての平面的な視覚芸術のこと。

## 歴史
歴史的に見れば、技術の発達に伴ってグラフィックアートも発展してきた。紀元前2500年、エジプトではヒエログリフとして知られているグラフィックシンボルを使うことで、思考を書き残して伝達できるようにした。エジプト人はパピルスの巻物に描きそして書くことで、物語や芸術やその他様々なことを他人と共有できるようになった。
中世、修道院の写字室では、写本筆写者たちが、神聖な教えを伝え続けるため、原書を1ページずつ手動で書き写していた。彼らは、そのページ内にしるしを付けた場所を残しておいた。そこに、画家たちが図や装飾を施すことで、装飾写本は完成する。注意深く綴られた文章にアートを付加することで、読書行為から得られる宗教的経験は強化されたのである。